# 塞拉多拉达
塞拉多拉达是巴西巴伊亚州的一个市镇。总面积1441.545平方公里，总人口18410人，人口密度12.8人/平方公里。